# Polonius
Polonius er en figur fra William Shakespeares tragedie Hamlet. Han er faren til Ofelia og Laertes, og tjener som hofmarskal for Kong Claudius. Polonius dør efter at han bliver knivstukket af Hamlet gennem et vægtæppe på Gertruds værelse. Hans død får Claudius til at begynde at frygte for sit liv, Ofelia bliver gal, og Laertes vil hævne sig på Hamlet for mordet.
"Polonius" er latin for "polsk", men det er ikke kendt om navnet stammer fra dette. Figuren kan oprindelig have haft et andet navn; I den første trykte udgave af stykket, bærer Polonius navnet "Corambis", som betyder "opvarmet kål" på latin.
Monologen "Polonius' velsignelse" er hans farvel til sin søn Laertes er velkendt, herunder for ordene "Vær tro mod dig selv", "To thine own self be true".